# Apatura ilia
A borboleta-imperador-pequena (Apatura ilia) é uma espécie de insetos lepidópteros, mais especificamente de borboletas pertencente à família Nymphalidae.
A autoridade científica da espécie é Denis & Schiffermüller, tendo sido descrita no ano de 1775.
Trata-se de uma espécie presente no território português.

## Descrição

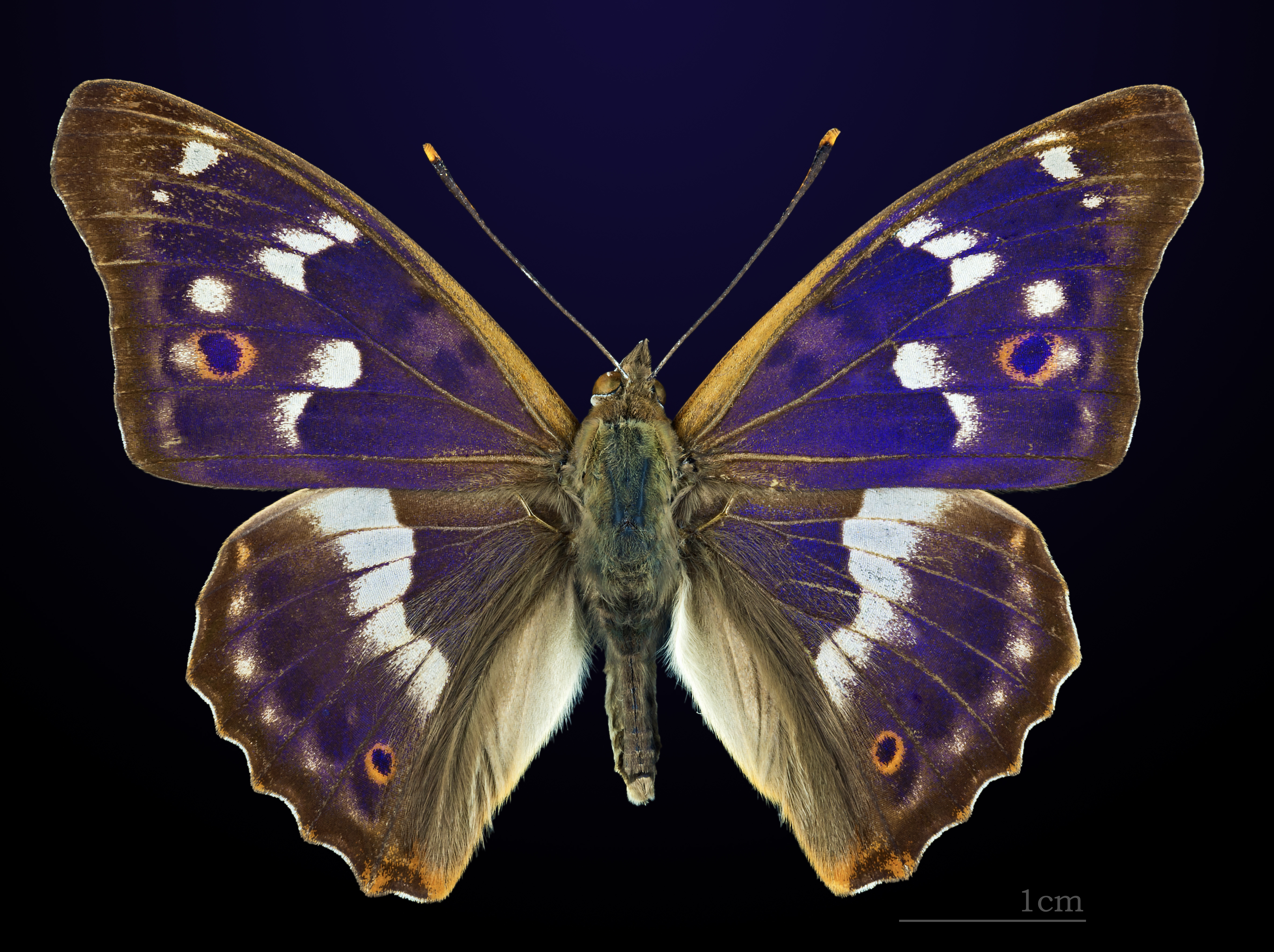
♂ Apatura ilia
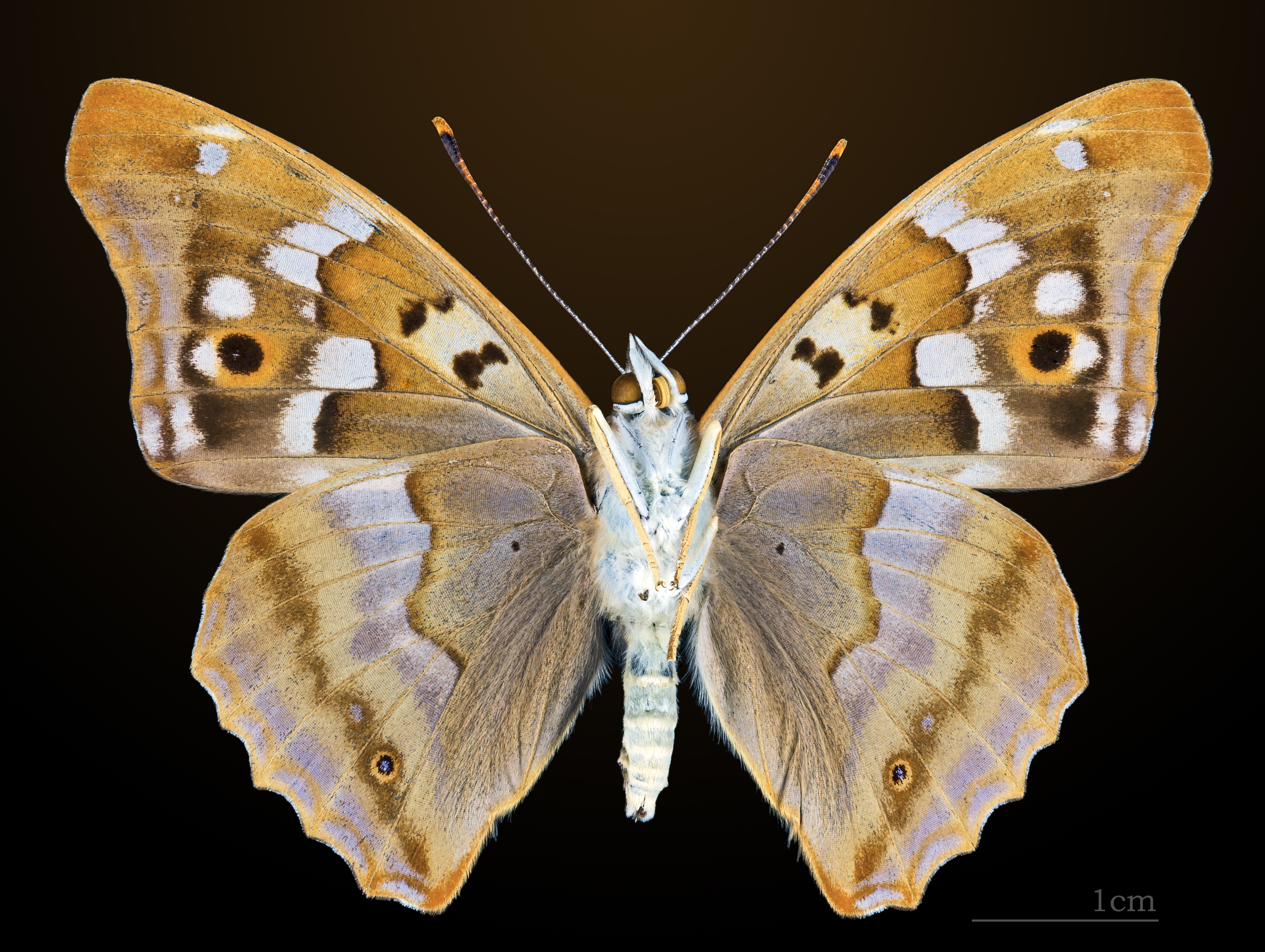
♂ △ Apatura ilia